# NRP Afonso de Albuquerque
O NRP Afonso de Albuquerque foi um navio da Marinha Portuguesa, destruído, em combate, durante a Invasão de Goa em 1961.
O navio foi o primeiro dos avisos de 1ª classe da classe Afonso de Albuquerque, construídos para a Marinha Portuguesa, em 1935. Como aviso colonial a sua função principal era a defesa da soberania de Portugal no seu Império Ultramarino. Nessa função, o navio estava sobretudo, vocacionado para apoiar desembarques anfíbios e a ação de tropas em terra.
Depois da Segunda Guerra Mundial, o Afonso de Albuquerque foi equiparado a uma fragata, recebendo o número de amura "F470".
O navio passou a maioria da sua carreira em serviço nos oceanos Índico e no Pacífico, patrulhando os territórios portugueses do Oriente.

## O último combate
Foi justamente numa missão no Índico que a carreira do Afonso de Albuquerque chegou ao fim, defendendo Goa da invasão da União Indiana. No final de 1961 o navio, sob o comando do capitão de mar e guerra António da Cunha Aragão, encontrava-se na dependência do Comando Naval da Índia Portuguesa, baseado em Goa. Era, naquela altura, a única unidade naval significativa da Marinha Portuguesa na Índia, já que, algum tempo antes, tinham sido retirados da área os três outros escoltadores oceânicos que a acompanhavam, inclusive o seu irmão gémeo, o NRP Bartolomeu Dias.
Na madrugada do dia 18 de dezembro de 1961, estando no porto do Mormugão, o navio recebe a comunicação de que tinha sido iniciada a invasão inimiga de Goa, entrando em postos de combate. Durante a manhã, o Afonso de Albuquerque assegura as comunicações entre as Forças Portuguesas na Índia e Lisboa, em virtude da destruição das infraestruturas de telecomunicações em terra, duramente bombardeadas pela Força Aérea Indiana.
Às 09h00 o Afonso de Albuquerque detecta, ao largo do porto do Mormugão, um grupo de três fragatas, que constitue a ponta de lança da força naval da União Indiana, que inclui o porta-aviões Vikrant e mais de uma dezena de cruzadores, contratorpedeiros, fragatas e outros navios. Às 11h00 o porto do Mormugão e o vizinho aeroporto são bombardeados, a grande altitude, pela Força Aérea Indiana.
Às 12h00, as fragatas da Marinha Indiana entram no porto e abrem fogo de artilharia. Ao mesmo tempo, o comandante do Afonso de Albquerque ordena que o navio levante âncora e se dirija aos navios inimigos para os enfrentar, não sem antes agarrar nos retratos de Oliveira Salazar e Américo Thomaz, que estavam no navio, e, atirando-os borda fora, diz: "Vamo-nos bater por Portugal, não por estes gajos", tendo este gesto custado-lhe as estrelas de Almirante. Entretanto, para Lisboa, o navio transmite a sua última mensagem "Estamos a ser atacados. Respondemos.".
A artilharia do Afonso de Albuquerque atinge uma das fragatas indianas, que se retira do combate. No entanto, a fragata indiana é logo rendida por um contratorpedeiro que entra também no combate. Entretanto, o Afonso de Albuquerque é também atingido pelo fogo inimigo.
Às 12h20, quando tentava manobrar no espaço confinado do porto, de modo a poder utilizar toda a sua artilharia, o Afonso de Albquerque é, novamente, atingido, ocorrendo uma explosão em que fica gravemente ferido o seu comandante. Cunha Aragão manda o imediato assumir o comando do navio e ordena-lhe que não se renda.
Às 12h35, já com as caldeiras e as máquinas atingidas, a guarnição do Afonso de Albuquerque encalha-o na praia de Bambolim para ser usado como bataria de artilharia fixa.
Continuando o navio a ser duramente atingido, às 12h50 é dada ordem para o pessoal não essencial para o abandonar. O resto da guarnição continua em combate até cerca das 13h10.
Durante o combate calcula-se que o Afonso de Albuquerque tenha disparado quase 400 tiros de artilharia, sofrendo, a sua guarnição, 5 mortos e 13 feridos. O navio enfrentou um inimigo que, face ao maior número de navios e à maior rapidez de tiro das suas armas, tinha uma vantagem de cerca de 90 para 1. A heroicidade da guarnição do Afonso de Albuquerque foi reconhecida pelo próprio inimigo, sendo Cunha Aragão visitado no hospital, pelos comandantes dos navios que enfrentou.
Depois de capurado, o navio foi rebatizado "Saravasti" pelos indianos, sendo rebocado para Bombaim.